# Санскритская драма
Фрагменты санскритской драмы относят к 1 столетию н. э.. Трактат Махабхашья (санскр. महाभाष्य mahābhāṣya), написанный Патанджали, содержит самые первые упоминания про возможные корни санскритской драмы. Этот трактат о грамматике содержит возможную дату возникновения театра в Индии.
Санскритская драма считается самым высоким достижением Санскритской литературы. В актёрский состав драмы входили такие персонажи как герой (наяка), героиня (наика) и шут (видусака). Актёры могли делиться на отдельные типы. В 3-4 столетиях н. э. Калидаса был одним из самых выдающихся стародавних санскритических драматургов Индии. Малавикагнимитрам (Малавика та Агнимитра), Викраморваши (Тот, который относится к Викраму и Урваши) и Абхиджняна-Шакунтала (Признанная по кольцу Шакунтала) — это три наиболее известные романтические пьесы Калидасы. Последняя была вдохновлена историей, описанной в «Махабхарате», и является наиболее известной. Эта пьеса была переведена на английский и немецкий языки. Под влиянием Шакунталы (в переводе на английский) была написана трагедия Гёте «Фауст» (1808—1832). Следующим выдающимся индийским драматургом был Бхавабхути (7 столетие н. э.). Считают, что он написал следующие три пьесы: «Малати-Мадхава», «Махавирачарита» та «Уттар Рамачарита». Среди этих трёх пьес, последние две охватывают весь эпос «Рамаяна». Могущественному индийскому императору Харше (606—648) принадлежат 3 пьесы: комедия Ратнавали, Приядарсика и буддистская драма Нагананда. Другими известными санскритскими драматургами были Шудрака, Бхаса и Ашвагхоша. Хоть до нас дошло много пьес этих драматургов, но про самих авторов нам известно немного.

## Истоки
Самыми первыми фрагментами санскритской драмы, которые сохранились до нашего времени, относят к 1 столетию н. э.. Богатство археологических доказательств ранних периодов не содержит никаких признаков существования театра. Стародавние Веди (гимны с между 1500 и 1000 гг. до н. э., которые относят к старейшей литературе в мире) не содержит никакого намека на это (хотя некоторые написаны в форме диалога) и ритуалы Ведийского периода не проявляли себя через театральное искусство. Трактат Махабхашья (санскр. महाभाष्य, mahābhāṣya), написанный Патанджали, содержит самые первые упоминания про возможные корни санскритской драмы. Этот трактат о грамматике содержит возможную дату возникновения театра в Индии.

## Теория

### Натья Шастра
Основным источником подтверждений существования санскритского театра есть Трактат о театре (Натья-Шастра), дата написания которого точно не известна (приблизительно с 200 года до н. э. до 200 года н. э.), а авторство принадлежит Бхарата Муни. Этот Трактат является наиболее завершенным трудом драматургии стародавнего мира. Он относится к актёрскому искусству, танцам, музыке, драматургии, архитектуре, дизайну костюмов, гриму, театральному реквизиту, формированию театральных объединений, зрителям, конкуренции и предлагает мифологические основания происхождения театра. При этом, Трактат указывает на признаки характера современного театрального искусства. Санскритский театр был поставлен священниками, которые передавали необходимые умения (танцам, музыке и художественному чтению) по наследству. Задумкой театра было акк обучать, так и развлекать.
Под опекой королевских дворов, актёры принадлежали к профессиональным объединениям, которыми управляли режиссёры (сутрадхара), которые также могли играть в театре. Режиссёры будто выступали в роли кукольников — в буквальном смысле «сутрадхара» значит «тот, который держит веревки или нитки». Актёры были хорошо подготовлены вокально и физически. Не существовало никаких запретов, касающихся актрис; объединения были только мужские, только женские и смешанные. Показывать некоторые чувства для мужчин считалось неуместными, и поэтому у женщин лучше получалось их отобразить. Некоторые артисты играли персонажей своего возраста, в то время как другие играли младших или старших от себя. Более всего в Трактате внимание уделяется актерской игре (абхиная), которая существовала в двух стилях: реалистическом (локадхарми) и обычном (натядхарми). Более распространенным был обычный стиль.
Описанная в Трактате теория рас имела огромное влияние на современный театр Индии и кинематограф Индии, особенно на Болливуд.

## Пьесы

### Мриччкахатика(Маленькая глиняная корзинка)
Одна из наиболее ранних санскритских пьес. Эта пьеса создана драматургом Шудракой у 2 столетии н. э. Богатый на королевские интриги, шутки, романтику та страсть, захватывающий сюжет пьесы наполненный загадками и непредвиденных поворотов. Главная линия сюжета рассказывает про молодого мужчину на имя Чарудатта и его любовь к Васантасене, богатой куртизанке или нагарвадху. Эта любовь становится нелегкой из-за королевского придворного, которому также нравится Васантасена. Далее сюжет наполняется злодеями и негативными персонажами, которые делают пьесу очень веселой и интересной. Инсценированная в Нью-Йорке в 1924 году, эта пьеса вызвала восхищение у зрителей. В 1984 году режиссер Гириш Карнад снял индийский фильм «Утсав» по сюжету этой пьесы. Мюзикл «Мулен Руж!», снятый в 2001 году, возможно также основан на пьесе «Маленькая глиняная корзинка».

### Бхаса
Пьесы, написанные Бхасой стали известными историкам позже благодаря упоминаниям писателей, а сами рукописи утеряны. Рукописи 13 пьес Бхасы были найдены в старой библиотеке в Тируванантапураме (Тривандраме) в 1913 году ученым Ганапати Шастри. Четырнадцатую пьесу нашли позже и приписали Бхасе, но на самом деле её авторство спорное.
Наиболее известные пьесы Бхасы — это «Свапна Васавадаттам» («Свапнавасадатта», «Мечта Васавадатты»), «Панчаратра» и «Пратижна Яугандхараяанам» («Обетница Яугандхараяны»). Другие пьесы: «Пратиманатака», «Абхишеканатака», «Балачарита», «Дутавакйа», «Карнабхара», «Дутагхатоткача», «Чарудатта», «Мадхьямавьяйога» та «Урубханга».
«Карнабхара» получила высокую оценку критиков и является объектом экспериментов современных театральных трупп Индии.
Бхаса считается одним из наилучших санскритских драматургов, уступая только Калидасе. Он жил ранее Калидасы в период приблизительно от 1 столетия до н. э. до 4 столетия н. э.

### Калидаса
Калидаса (3-4 столетия н. э.) несомненно является самым выдающимся поэтом и драматургом Санскрита, и отыгрывает такую же роль в санскритской литературе, которую Шекспир отыгрывает в английской литературе. Он имеет дело в основном с известными индийскими темами и легендами; три его самые известные пьесы — это «Викраморваши» («Викрама та Урваши»), «Малавикагнимитрам» («Малавика та Агнимитра») и пьеса, благодаря которой он стал наиболее популярным — «Абхиджняна-Шакунтала» («Признанная по кольцу Шакунталы»). Последняя считается самой лучшей пьесой на Санскрите. Больше чем через тысячелетие, она очень сильно поразила известного немецкого писателя Гёте.
Калидаса также написал две большие эпические поэмы — «Рагхувамша» («Род Рагху») та «Кумарасамбхава» («Рождение Кумары»), и две эпопеи поменьше «Ритусамхара» («Времена года») и «Мегхадута» («Облако-вестник») и другие прекрасные работы.
Произведения Калидасы отличаются простой, но прекрасным санскритским языком и широким использованием сравнений. Его даже начали называть Упама Калидасася (Калидаса овладевает сравнениями) из-за того, что его произведения были переполнены сравнениями.

### Мудраракшаса Вишакхадатты
Среди всех санскритских пьес историческая пьеса «Мудраракшаса» выделяется своей неповторимостью и уникальностью из-за того, что она наполнена жизнью, событиям, постоянным интересом и политическими интригами. Период написания произведения принадлежит приблизительно до 800 г.н. э. В пьесе Чандрагупта Маурья правит из Паталипутры, сбросив последнюю династию Нандов. Ракшаса, посланник Нандов, пытается отмстить за своего бывшего хозяина. Чанакья, посланник Чандрагупта, удачно побеждает Ракшасу.

### Другие выдающиеся пьесы
Другими выдающимися пьесами есть «Ратнавали», «Нагананда» и «Приядарсика» Шри Харши (7 столетие), «Маттавиласа Прахасана» Махедравикрамавармана, «Аскарьякудамани» Шактибадры, «Субхандракананьява» и «Тапатисамварана» Куласекхары, «Каляна Саугандхика» и «Шри Кришна Чарита» Неелканты.

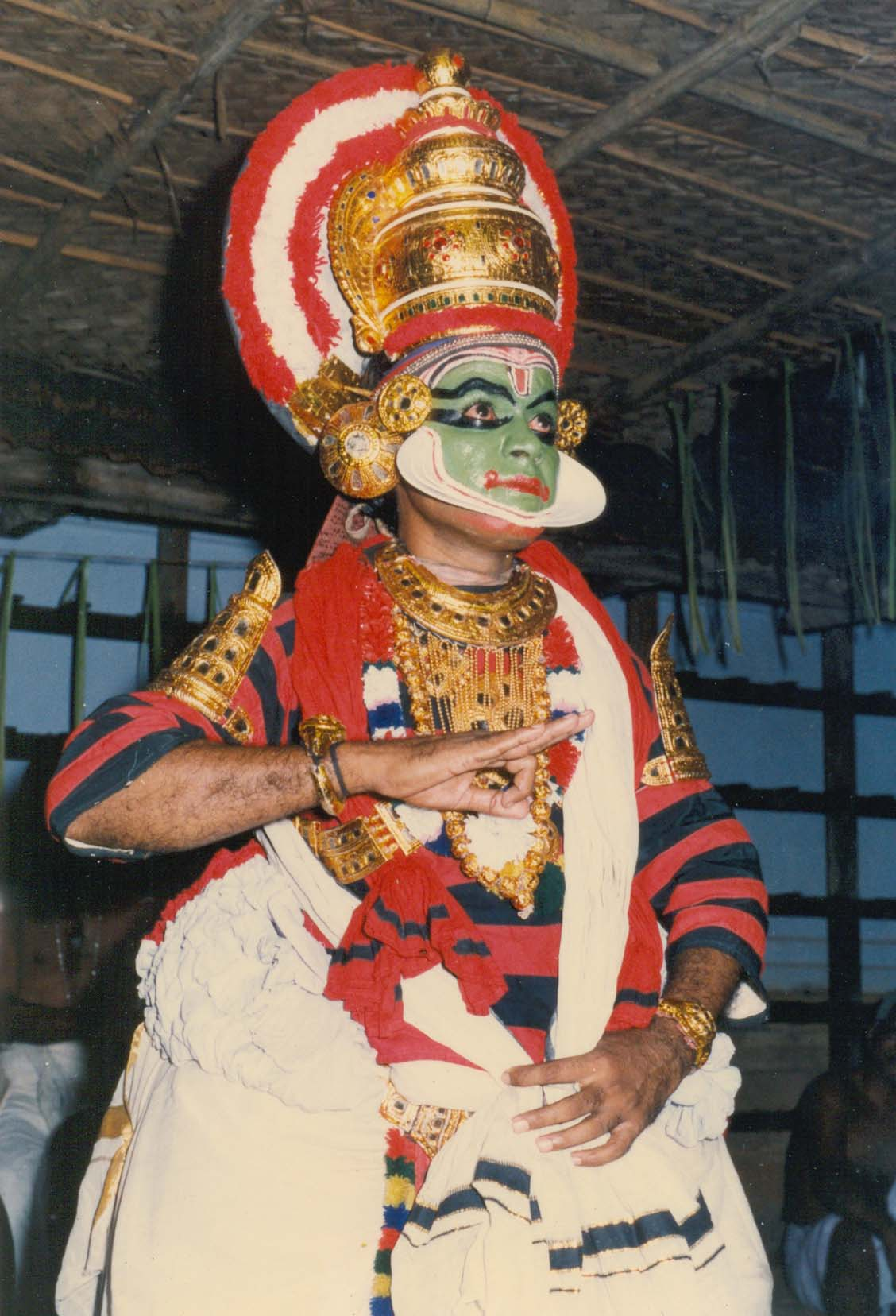
Король Удаяна в пьесе Бхасы «Свапнавасадаттам» в Кутияттаме — единственном стародавнем санскритском театре, который сохранился до наших дней. (Актёр: Мани Дамодара Чакьяр)

## Представления
Санскритские пьесы были очень популярными в стародавние времена и инсценировались по всей Индии. Сейчас единственным стародавним санскритским театром, который сохранился до наших дней, является Кутияттам, который был сохранён в штате Керала Чакьярским сообществом. Эта форма санскритского драматического театра появилась больше 2000 лет назад и является одним из древнейших традиционных театров в мире. Все выдающиеся санскритские пьесы Бхасы, Шри Харши, Шактибхадры и др. были поставлены в Кутияттаме. Гуру Мани Мадхава Чакьяр был режиссёром таких пьес как «Абхиджняна-Шакунтала», «Викраморваши» и «Малавикагнимитрам» Калидасы, «Свапнавасадатта» и «Панчаратра» Бхасы впервые за всю историю Кутияттама. Он популяризовал Кутияттам и обновил единственный санскритский драматический театр в Индии, который сохранился до наших дней.
Одним из предположений (пока что без подтверждения) насчёт происхождения «Пьес Тривандрама» Бхасы есть то, что 13 пьес были адаптированы с языка оригинала и перевезены в Кералу для постановки на сцене за Кутияттамской традицией.

## Современные санскритские пьесы
Манмохан Ачарья, современный санскритский драматург написал много пьес и танцевальных драм. Пьесами, которые стоит вспомнить есть «Арджуна-Пратиджнаа», «Шрита-камалам», «Пада-паллавам», «Дивья-Джвадевам», «Пингалаа», «Мртюх», «Схитапражнах», «Тантра-махасактих», «Пурва-Шакунтала», «Уттара-Шакунтала», «Рааванах».
Видъядхар Шастри написал три санскритские пьесы: «Пурнанандам», «Калидаиням» и «Дурбала Балам».
Прафулла Кумар Мишра написал такие пьесы как «Читрангада» та «Каруна».